# كتاب ليمكا للأرقام القياسية
كتاب ليمكا للأرقام القياسية هو كتاب مرجعي يصدر كل سنة في الهند لتوثيق الأرقام القياسية العالمية البشرية والطبيعية. وكذلك يسجل الأرقام القياسية العالمية في التعليم والأدب، والزراعة، والعلوم الطبية، والأعمال التجارية، والرياضة، والطبيعة، والمغامرة، والإذاعة، والسينما.